# BBEdit
TextWrangler est un éditeur de texte gratuit à coloration syntaxique, ce qui consiste à formater automatiquement chacun des éléments du texte affiché en utilisant une couleur caractéristique de son type.

## Histoire
Les premières versions de TextWrangler furent originellement développées en 1994 sous le nom de BBedit par la société Bare Bones. De base utilisé comme preuve de concept pour remplacer TextEdit sur MacOS, qui ne pouvait pas lire des fichiers pesant plus de 32Ko, la capacité du produit à prendre en charge les plugins externes l'a rendu populaire auprès des personnes développant des pages web en HTML. Lors de la sortie de la version 6.1, le produit est renommé en TextWrangler, nom toujours en utilisation aujourd'hui.

## Langages supportés
Les langages pris en charge sont les suivants :
- Assembleur 68K
- ActionScript
- ANSI C
- C++
- CSS
- Data file
- Fortran et Fortran 9x
- Grep Replace Pattern et Grep Search Pattern
- HTML
- Java
- JavaScript
- JSP
- Log File
- Lua
- Markdown
- Pascal Objet
- Objective-C et Objective-C++
- Perforce Specification
- Perl
- PHP
- Python
- Rez
- Ruby
- Ruby in HTML
- SQL (standard, MS Transact, MySQL, PL/SQL, PostgreSQL)
- Strings File
- Tcl
- TeX
- Shell Unix
- VBScript
- VectorScript
- XML